# Чонгарська телещогла
Чонгарська телещогла — телекомунікаційна щогла заввишки 150 м, споруджена у 2017 році в селі Чонгар Генічеського району Херсонської області.

## Характеристика
Висота вежі становить 150 м. Висота над рівнем моря — 6,7 м.
Вежа забезпечує мовлення українських телеканалів та радіостанцій на території окупованого Росією Криму. Радіус дії сигналу телевежі становить для радіо — 120-130 км та 80 км — впевненого прийому, для телебачення — 50-60 км. Передавачі ретранслятора дозволяють транслювати до 7 потужних радіопрограм та 32 канали цифрового телебачення
В подальшому планувалось збільшення висоти до 200 м.